# Gary Jones (Schauspieler)

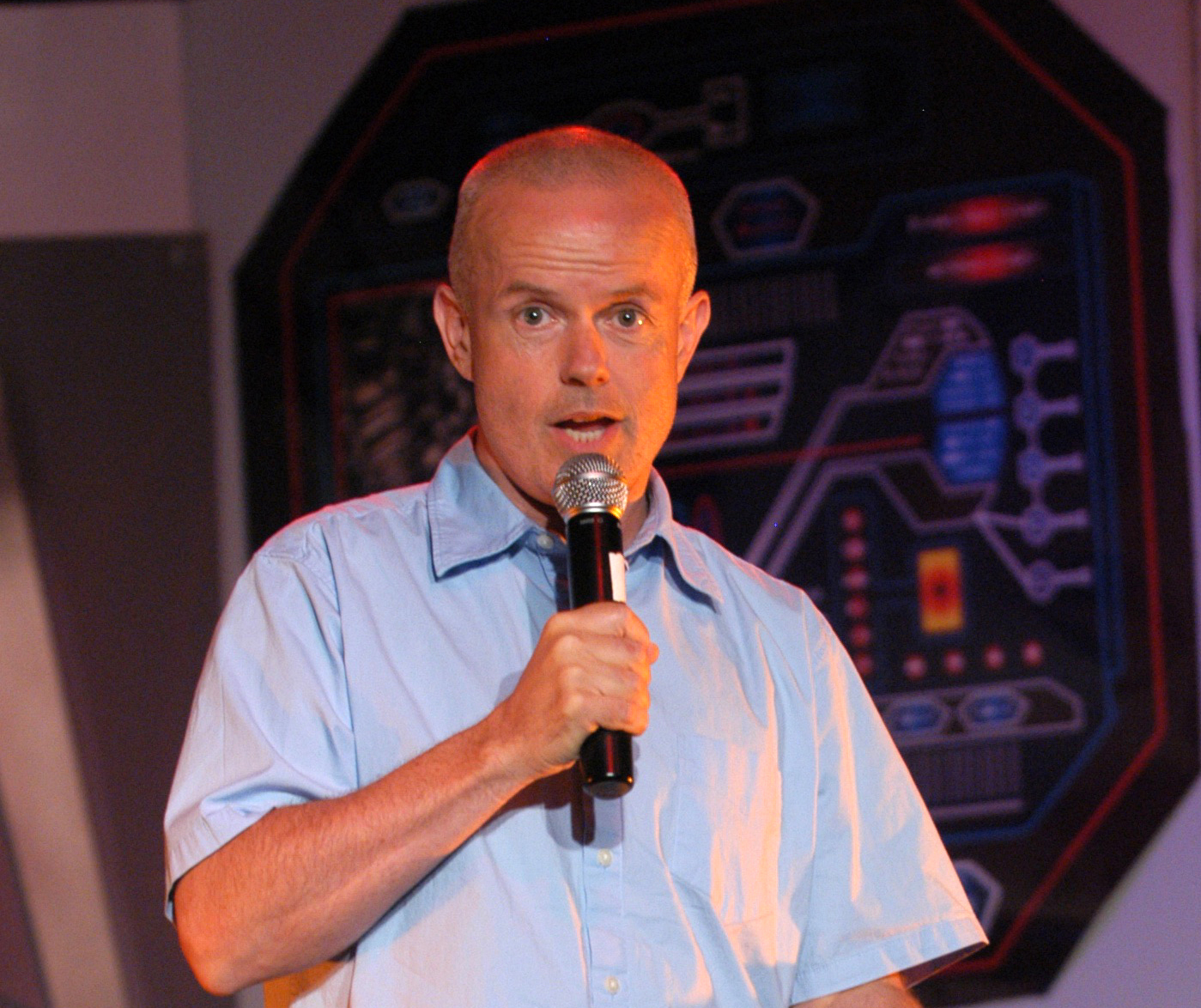
Gary Jones auf der Gatecon 2005

Gary Jones (* 4. Januar 1958 in Swansea, Wales, Vereinigtes Königreich) ist ein Schauspieler walisischer Abstammung.

## Leben
Jones erlangte größere Bekanntheit durch seine Rolle als Sgt. Walter Harriman in den Fernsehserien Stargate – Kommando SG-1 und Stargate Atlantis sowie den beiden Filmfortsetzungen Stargate: The Ark of Truth – Die Quelle der Wahrheit und Stargate: Continuum.

Er hatte außerdem Auftritte in Serien wie Sliders, Outer Limits – Die unbekannte Dimension, Andromeda und Dead Like Me – So gut wie tot.
Im Jahr 1986 zog er nach Vancouver (Kanada). Jones ist verheiratet und hat drei Kinder.
Vor seiner Tätigkeit bei Stargate war Gary Jones ein Mitglied der Improvisationsgruppe mission improvable und arbeitete für eine Zeitung in Burlington (Ontario). Gary Jones ist neben Amanda Tapping einer der beiden Schauspieler, die in allen 10 Staffeln von Stargate SG-1 und allen fünf Staffeln von Stargate Atlantis mitgespielt haben. Außerdem ist er neben Amanda Tapping und Martin Christopher einer von drei Schauspielern, die in den Serienfinals beider Serien mitgespielt haben.

Er ist nicht nur bekannt für seine Tätigkeit als Film/Fernseh- und Theaterschauspieler, sondern auch als Moderator von Events.

## Filmografie (Auswahl)

### Fernsehserien
- 1992; 1996: Highlander (zwei Folgen)
- 1995–1996: Outer Limits – Die unbekannte Dimension (The Outer Limits, zwei Folgen)
- 1995–1996: Sliders – Das Tor in eine fremde Dimension (Sliders, drei Folgen)
- 1997–2007: Stargate – Kommando SG-1 (Stargate SG-1, 108 Folgen)
- 2004–2009: Stargate Atlantis (12 Folgen)
- 2009: Stargate Universe (zwei Folgen)

### Filme
- 2002: Santa Clause 2 – Eine noch schönere Bescherung (The Santa Clause 2)
- 2008: Stargate: The Ark of Truth – Die Quelle der Wahrheit
- 2008: Stargate: Continuum
- 2015: Asteroid – Zerstörung aus dem All
- 2015: Dead Rising: Watchtower
- 2018: The Package
- 2018: Freaky Friday – Voll vertauscht